# 中心洲
中心洲，是珠海市香洲區桂山鎮管辖的一座海岛。面积0.606km2。 位于珠江口外。属于万山群岛桂山岛北部。因该岛在桂山岛和牛头岛之间，故名。
1990年抢抓港英政府在大屿山修建新机场机遇，桂山岛采取“以石换港”的贸易模式，建起了沟通中心洲、牛头岛的600多米长连岛大堤，使得三岛连为一体。